# Dollon
Dollon település Franciaországban, Sarthe megyében. Lakosainak száma 1433 fő (2022. január 1.). Dollon Le Luart, Semur-en-Vallon, Thorigné-sur-Dué, Coudrecieux, Duneau, Lavaré és Saint-Michel-de-Chavaignes községekkel határos.

## Népesség
A település népességének változása:
| Lakosok száma | 1501 | 1476 | 1525 | 1488 | 1474 | 1460 | 1446 | 1439 | 1433 |
|               | 2013 | 2015 | 2016 | 2017 | 2018 | 2019 | 2020 | 2021 | 2022 |